# Toulenne
 Toulenne  es una población y comuna francesa, situada en la región de Aquitania, departamento de Gironda, en el distrito de Langon y cantón de Langon.

## Demografía
| 800 | 1046 | 1104 | 1743 | 1839 | 1994 |
| Para los censos de 1962 a 1999 la población legal corresponde a la población sin duplicidades (Fuente: INSEE [Consultar]) |      |      |      |      |      |